# Jessie Volt
Jessie Volt, née le 29 mars 1990 à Bordeaux, est une ex-actrice pornographique française.

## Biographie
Elle commence sa carrière en France sous l'impulsion du réalisateur John B. Root, mais c'est aux États-Unis qu'elle développera une forte notoriété en tournant pour des productions à très gros budget.
Le 21 octobre 2010 la chaine NRJ 12 lui consacre une édition du magazine Tellement vrai où les professionnels du X français la considèrent comme le meilleur espoir hexagonal de l'industrie pornographique. Elle a tourné dans la parodie X de Rien à déclarer, intitulé Tout à déclarer aux côtés de sa compatriote Liza Del Sierra.
Puis dans de grosses productions (Marc Dorcel) comme en 2015 Les Filles du Châtelain réalisé par Tony Carrera avec Chloé Lacourt, Anna Polina ou franco-américaine Californique aux côtés d'une autre compatriote française Lou Charmelle ainsi qu'aux côtés de grand noms du X US comme Tori Black, Andy San Dimas ou encore Nikki Benz.
En 2017, elle apparaît aux côtés d'Anna Polina et de Cara Saint-Germain dans le clip Vitrine du rappeur Vald. Elle apparaît également dans un épisode de "Hard Corner" du youtubeur Benzaie et un épisode sur les coïts en version soft avec le youtubeur Will Soleil.

## Filmographie sélective
- 2017 : Do You Wanna Play With Me
- 2016 : Lezboxx 5
- 2015 : Big Ass Toys
- 2014 : We Live Together.com 35
- 2013 : Lesbian Anal POV 3
- 2012 : Anal Supersluts 1
- 2011 : Avocates Grimpent au Barreau
- 2010 : Dis-moi que tu m'aimes de John B. Root
- Sneaking Around de Robbie D.
- Raw 8 de Manuel Ferrara
- Blackmail de Robbie D.
- Les avocates du diable grimpent aux barreaux de Tony Carrera
- Pas si innocentes de Manuel Ferrara
- Gape Lovers 7 de Jay Sin
- Jeux avec le feu de Les Compères
- Between The Cheeks de Tanya Hyde
- Young Harlots Young Offenders de Gazzman
- Decadent Diva's de Tanya Hyde
- Anal Buffet 7 de Jay Sin
- Rico The Destroyer 3 de Alexander DeVoe
- Jerkoff Material 5 de Mike John
- Tout à déclarer de Max Antoine
- Elastic Assholes 9
- French Trip
- Hard Anal Love
- Jessie Volt: DP de Max Antoine
- My First Orgy
- NFC - Nude Fight Club 9: Fierce & Horny
- Pure 18 #15
- The Mommy X-Perience 2
- Two Big, Black, & On The Attack 4
- Radio Libre Benzaie
- Les Filles du Chatelain (de Tony Carrera) (non créditée)
- Les VRAIS Power Rangers - HARD CORNER par Benzaie

## Awards et nominations
| Année | Cérémonie             | Résultat   | Award | Produit                      |
| ----- | --------------------- | ---------- | --- | ---------------------------- |
| 2011  | Dorcel Visions Awards | Nomination | Meilleure Actrice française | NC                           |
| 2011  | Galaxy Awards         | Nomination | Meilleure Débutante européenne | NC                           |
| 2012  | AVN Awards            | Nomination | Meilleure actrice étrangère de l'année | NC                           |
| 2012  | Galaxy Awards         | Lauréat    | Meilleure actrice européenne | NC                           |
| 2012  | Urban X Awards        | Nomination | Meilleure Scène en Trio (with Bobbi Starr & Sean Michaels) | Anal Buffet 7                |
| 2012  | Urban X Awards        | Nomination | Meilleure Scène Anale (avec Bobbi Starr & Sean Michaels) | Anal Buffet 7                |
| 2012  | Europorn 2012         | Lauréat    | Meilleure actrice européenne | NC                           |
| 2013  | AVN Awards            | Nomination | Meilleure scène dans une production étrangère (avec Cindy Hope, Candy Alexa, Abbie Cat, Barbie White, Aliz, Bibi Noel, Jessica, Bellina, Victoria Tiffani, Kieran Lee & Scott Nails) | Brazzers Worldwide: Budapest |
| 2013  | AVN Awards            | Nomination | Meilleure actrice étrangère de l'année | NC                           |
| 2013  | XBIZ Award            | Nomination | Meilleure Scène (avec Bruce Venture) | My Sister’s Hot Friend 25    |